# Hans Thiers
Hans Thiers (* 21. Juni 1946 in Wegefarth) ist ein Sachbuchautor.

## Leben
Als Jugendlicher und junger Erwachsener betrieb Thiers Radsport als Leistungssport. In seiner Karriere fuhr er hauptsächlich auf der Bahn, weniger auf der Straße.
Er arbeitete von 1973 bis 1990 bei der Morduntersuchungskommission (MUK) des Bezirkes Gera. Von 1980 bis 1990 war er deren Leiter.
Thiers veröffentlichte seit 2014 6 Bücher über Mordfälle, die er in seiner Kriminalistenzeit erlebte. Zusammen mit seinem Verleger Michael Kirchschlager hat Thiers mehr als 800 Lesungen seiner Bücher in Thüringen, Sachsen-Anhalt, Sachsen und Berlin durchgeführt. Seine Bücher wurden in Beiträgen von Hallo deutschland und in der Drehscheibe im ZDF sowie im MDR Thüringen Journal vorgestellt. Im September 2017 sendete der RBB einen zweiteiligen Fernsehbeitrag zur „Transitleiche von Bad Klosterlausnitz“. Insgesamt wurden mit ihm 20 Fernsehbeiträge seit 2015 veröffentlicht.
2019 war die Premiere einer Gästeführung zum Thema Kriminalistische Spurensuche mit Tat- und Fundortbegehung sowie kulturhistorischer Erläuterung zur Stadtgeschichte Gera-Untermhaus und Stadtzentrum Gera. Für das Jahr 2020 wurde diese Krimi-Kultur-Tour als fester Bestandteil der Gästeführungen der Stadt Gera aufgenommen. 
Im Jahr 2022 ist nun noch die Krimi-Tour mit der historischen Straßenbahn dazu gekommen. Bei der Krimi-Straßenbahn-Tour durch Gera geht es um die Erkundung der Tatorte. Im Jahr 2023 wurde das Angebot um die Krimi-Bus-Tour durch Gera mit dem Robur-Bus erweitert.
Thiers ist verheiratet. Das Ehepaar hat zwei Kinder. Seit 1967 arbeitet und wohnt er in Gera.

## Veröffentlichungen
- Mordfälle im Bezirk Gera. Band 1. Verlag Kirchschlager, Arnstadt 2014, ISBN 978-3-934277-47-2.
- Mordfälle im Bezirk Gera. Band 2. Verlag Kirchschlager, Arnstadt 2018, ISBN 978-3-934277-56-4.
- Mordfälle im Bezirk Gera. Band 3. Verlag Kirchschlager, Arnstadt 2020, ISBN 978-3-934277-86-1.
- Serienmörder der DDR. Verlag Kirchschlager, Arnstadt 2018, ISBN 978-3-934277-75-5.
- Blutspur durch Thüringen. Verlag Kirchschlager, Arnstadt 2020, ISBN 978-3-934277-88-5.
- Blutspur durch Thüringen. Band 2. Verlag Kirchschlager, Arnstadt 2024, ISBN 978-3-934277-95-3.